# Escoussens
Escoussens – miejscowość i gmina we Francji, w regionie Oksytania, w departamencie Tarn.
Według danych na rok 1990 gminę zamieszkiwały 413 osoby, a gęstość zaludnienia wynosiła 17 osób/km² (wśród 3020 gmin regionu Midi-Pireneje Escoussens plasuje się na 664. miejscu pod względem liczby ludności, natomiast pod względem powierzchni na miejscu 435.).